# Les 25 Francs de la supérieure
Les 25 Francs de la supérieure est une nouvelle de Guy de Maupassant, parue en 1888.

## Historique
Les 25 Francs de la supérieure est une nouvelle de Guy de Maupassant initialement publiée dans la revue Gil Blas du 28 mars 1888, puis dans le recueil L'Inutile Beauté en 1890.

## Résumé
Engagé pour faire la moisson chez maître Le Harivau, le père Pavilly, un drôle, se casse la jambe en tombant du char des moissonneurs. Soigné à l'hôpital, il en sort avec vingt-cinq francs en poche, cadeau de la supérieure...

## Éditions
- 1888 - Les 25 Francs de la supérieure, dans Gil Blas.
- 1890 - Les 25 Francs de la supérieure, dans L'Inutile Beauté recueil paru chez l’éditeur Victor Havard.
- 1979 - Les 25 Francs de la supérieure, dans Maupassant, Contes et Nouvelles, tome II, texte établi et annoté par Louis Forestier, éditions Gallimard, Bibliothèque de la Pléiade.